# Vinko Gorenak
Vinko Gorenak (Boharina pri Zrečah, 15 december 1955) is een voormalig Sloveens politicus en politieagent. Hij was minister van Binnenlandse Zaken van 2012 tot 2013 in de regering Janša II. Hij is sinds 1999 lid van de Sloveense Democratische Partij.

## Biografie
Vinko Gorenak werd in 1955 geboren in Boharina, een dorp in de gemeente Zreče. Hij liep school aan de Pedagogisch academie in Maribor. In 1983 studeerde hij af aan de Hogeschool voor Werkorganisatie in Kranj. Tussen 1982 en 1989 was hij werkzaam bij de politie in Celje. In 1990 verhuisde hij naar Ljubljana, waar hij werkte tot 1995 als adviseur voor de minister van Binnenlandse Zaken. 
In 1991 behaalde hij zijn master in Kranj met zijn thesis "Invloed van de opleidingsresultaten van de politieacademie op de arbeidsproductiviteit van politieagenten". Van 1994 af was hij actief als hoogleraar aan de universiteiten van Ljubljana en Maribor. In 2003 verdedigde hij met succes zijn proefschrift "Invloed van managers op de prestaties van politieagenten". 
Tussen 2004 en 2008 bekleedde hij de functie van staatssecretaris in het kabinet van de minister van Binnenlandse Zaken. In 2008 werd hij verkozen in het Sloveens parlement. Hij werd later twee keer herverkozen; in 2011 en 2014. Op 10 februari 2012 werd hij benoemd tot minister van Binnenlandse Zaken. Op 27 februari 2013 viel de regering Janša II na een motie van wantrouwen. De positie van de premier kwam onder druk te staan na een rapport van de Commissie voor Corruptiepreventie, waarin stond dat Janez Janša zijn vermogen met 210 duizend euro onverklaarbaar had verhoogd en meerdere overtredingen had begaan bij het aangeven van zijn vermogen.
In 2018 ging hij voor de eerste keer met pensioen, maar in 2020 maakte hij een comeback als staatssecretaris in het kabinet van Janez Janša tijdens diens derde termijn. In 2022 ging hij definitief met pensioen.